# De Madammen
De Madammen was een Vlaams radioprogramma op Radio 2 "met aandacht voor alles wat het leven aangenaam (en soms minder aangenaam) maakt": gastronomie, toerisme, wellness, huis en tuin enzovoorts.  Het programma liep vijftien seizoenen van 14 oktober 2007 tot 1 juli 2022.

## Inhoud

### Presentatie
Anja Daems en Cathérine Vandoorne presenteerden het programma sinds de start tot de laatste aflevering. Siska Schoeters was vanaf 2019 de derde presentatrice, als opvolgster van Britt van Marsenille (2014-2018), Leki (2013-2014) en Ilse Van Hoecke (2007-2013).

### Specialisten
Vaste specialisten die regelmatig aan het woord komen:
- Chris Dusauchoit beantwoordt vragen van luisteraars over huisdieren in de wekelijkse 'Beestige Vragen'
- Dokter Dirk Devroey heeft het over gezondheidsvragen